# Mostra di arte italiana dal 1800 a oggi

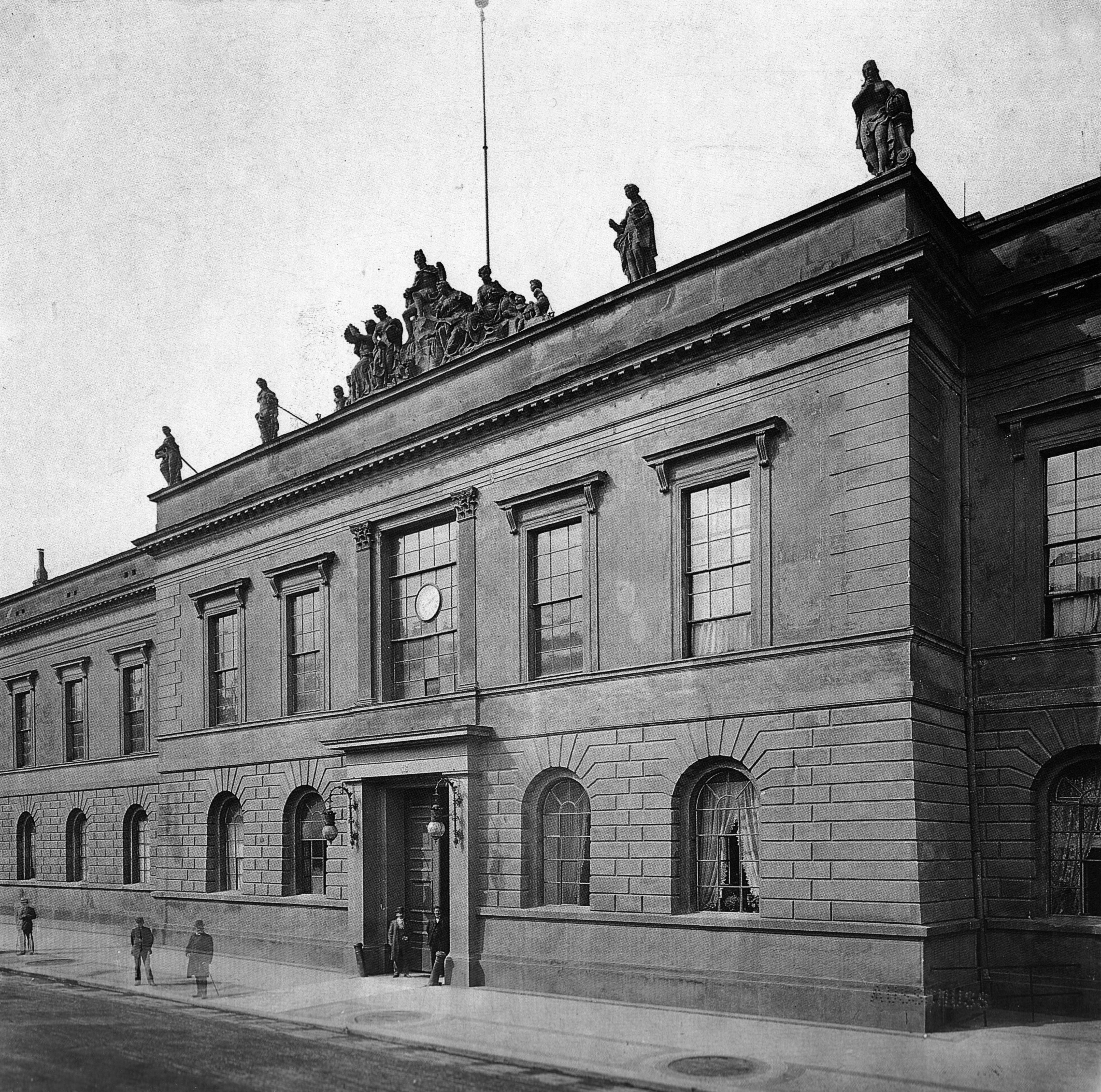
La facciata dell'Accademia d'arte di Berlino

La Mostra di arte italiana dal 1800 a oggi (in tedesco Ausstellung Italianischer Kunst von 1800 bis zur Gegenwart) è stata una esposizione d'arte italiana tenuta a Berlino nel 1937.

## Organizzazione e svolgimento
La mostra si svolse tra il novembre e il dicembre del 1937 in alcune sale dell'Accademia d'arte di Berlino e fu organizzata in un'ottica di promozione dei rapporti politici e culturali fra Italia e Germania: erano infatti costituiti due comitati d'onore, uno italiano e uno tedesco; il primo vedeva la partecipazione di Galeazzo Ciano (Ministro degli esteri), Giuseppe Bottai (Ministro dell'educazione), Dino Alfieri (Ministro della cultura popolare), Bernardo Attolico (ambasciatore italiano a Berlino) e Giuseppe Volpi (presidente della Biennale di Venezia). Di quello tedesco facevano invece parte Hermann Göring (primo Ministro), Konstantin von Neurath (Ministro degli esteri), Bernhard Rust (Ministro della scienza e dell'educazione popolare), Joseph Goebbels (Ministro della propaganda) e Ulrich von Hassell (ambasciatore tedesco a Roma).
Un comitato organizzativo era costituito da Alessandro Pavolini, Antonio Maraini, Andrea Geisser Celesia di Vegliasco, Pietro Tricarico, Guido Pesenti, Paolo Venerosi Pesciolini, Ugo Sartirana, Mario Alverà e Vitaliano Confalonieri. Ad essi venne affiancata una commissione per la selezione degli artisti e delle opere da esporre, composta dal presidente Antonio Maraini, dal segretario Giannino Marchig, e da Felice Carena, Ferruccio Ferrazzi, Cipriano Efisio Oppo, Roberto Papini, Francesco Messina, Fabio Mauroner, Pietro Chiesa, Arthur Kampf e Alexander Amersdorffer.
Venne pubblicato un catalogo, con una presentazione in tedesco scritta da Maraini, per settantaquattro pagine di testo e quaranta immagini in bianco e nero.

## Artisti selezionati e opere esposte

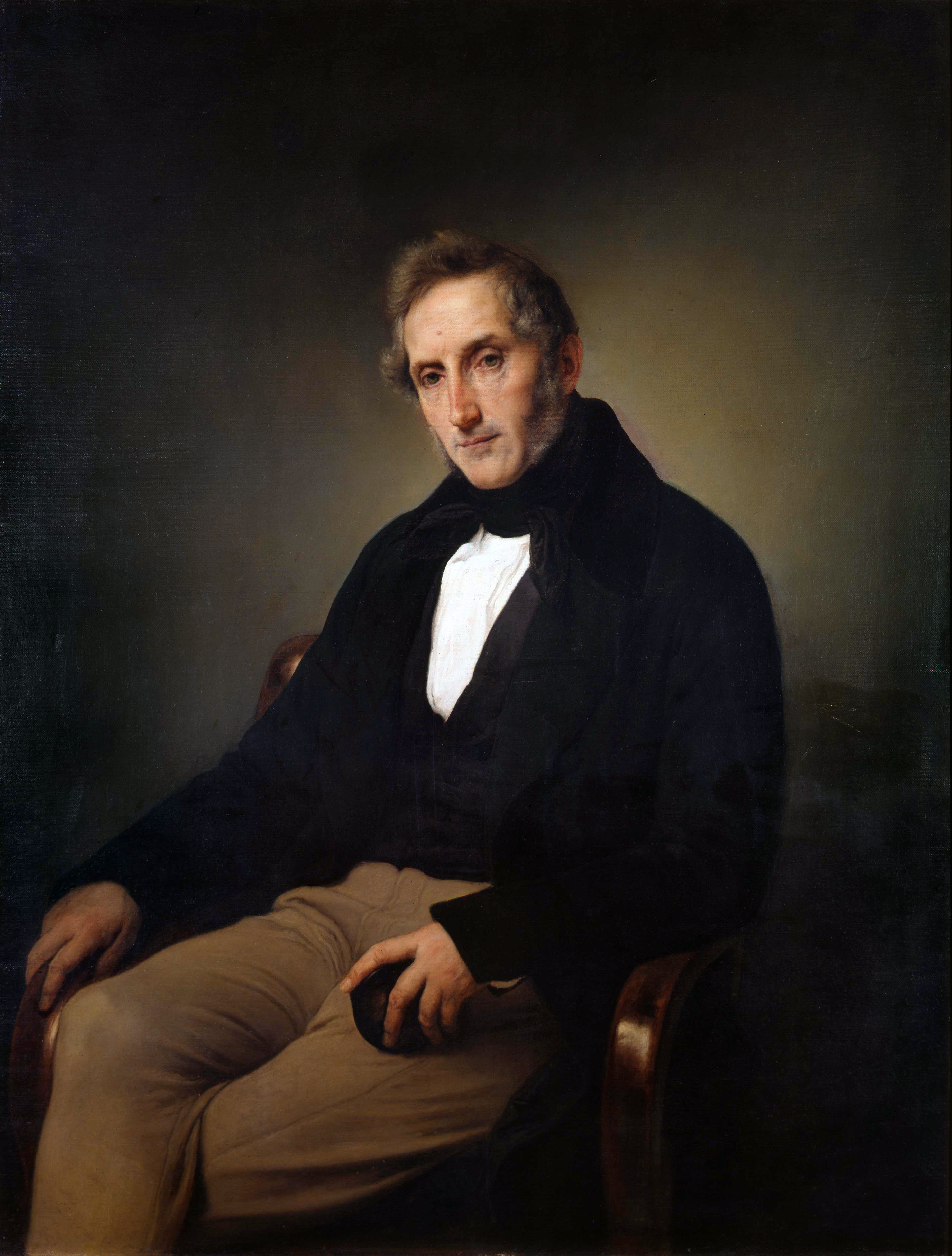
Francesco Hayez, Ritratto di Alessandro Manzoni (1841)

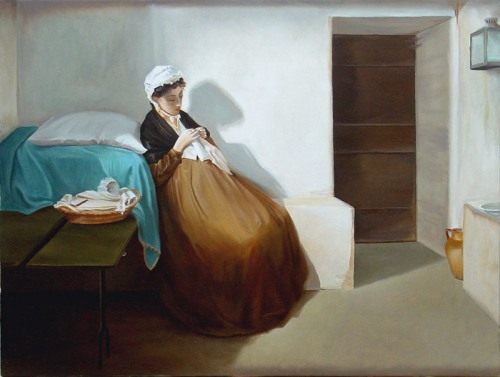
Gioacchino Toma, Luisa Sanfelice in carcere (1874)

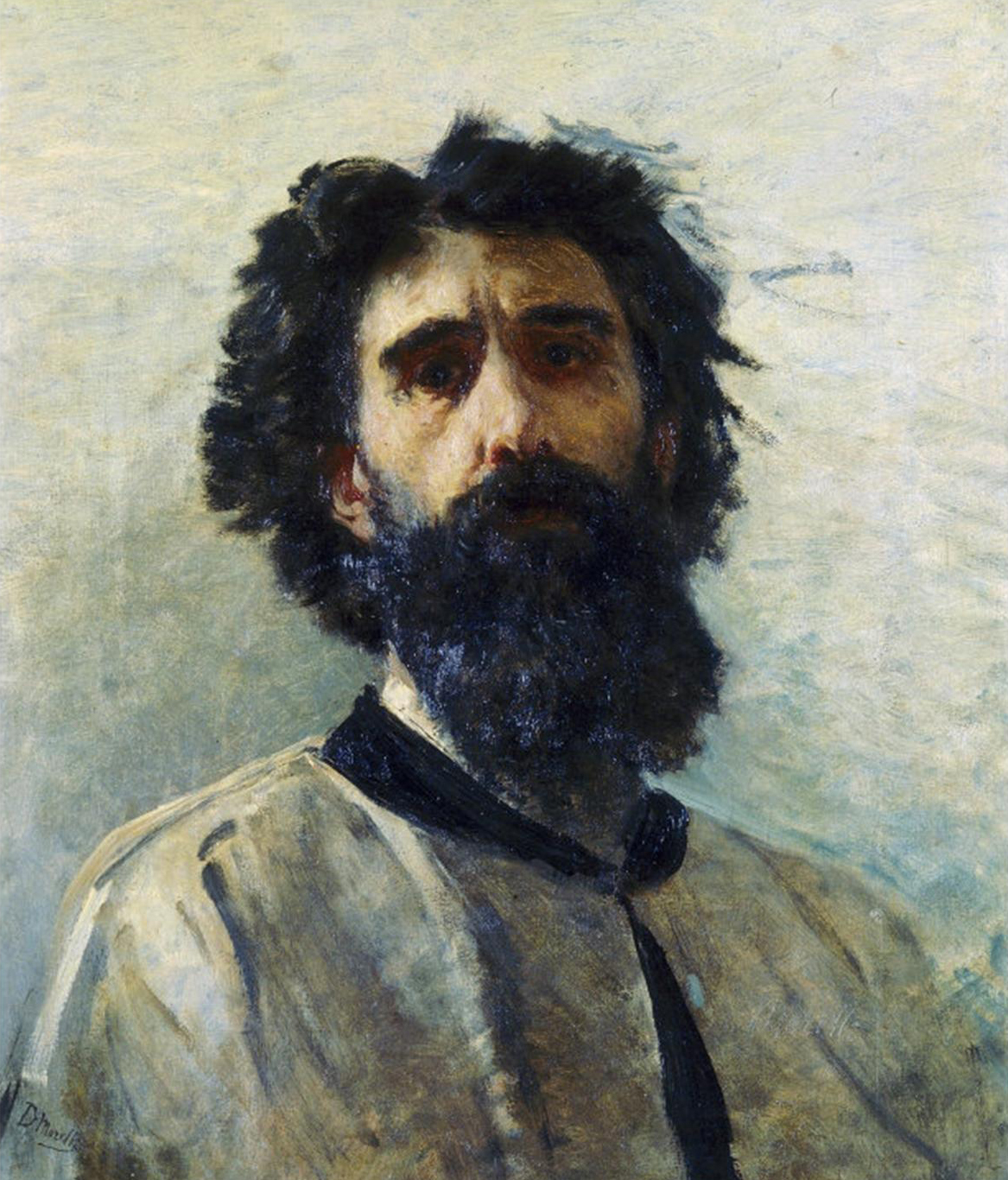
Domenico Morelli, Autoritratto (1840)

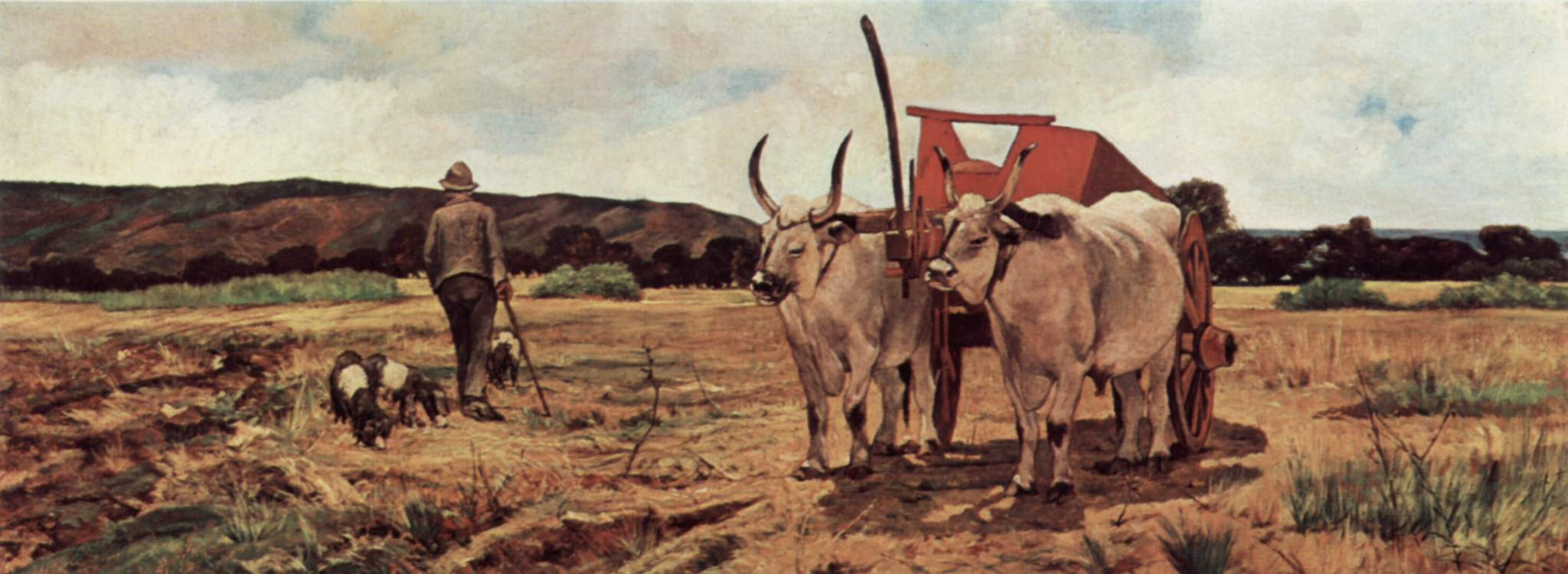
Giovanni Fattori, Maremma toscana (1894)

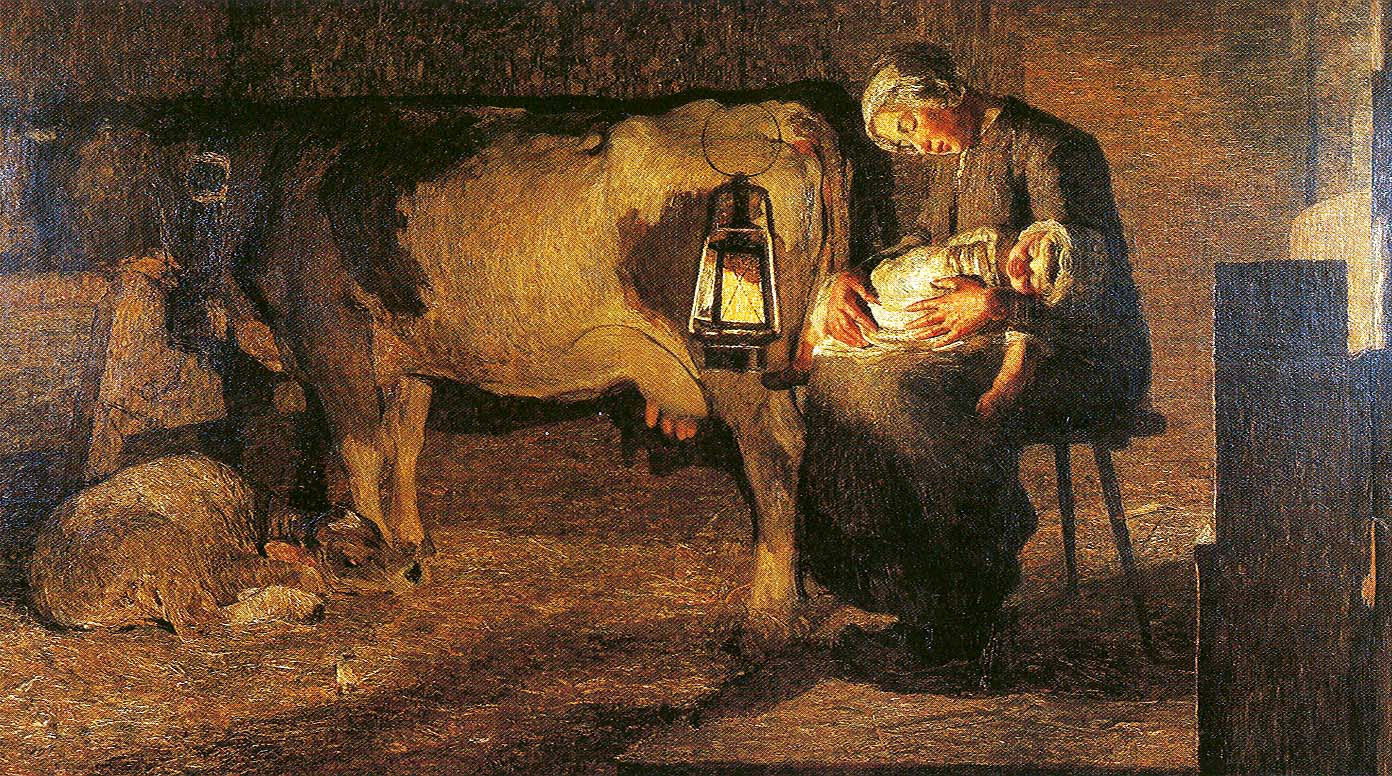
Giovanni Segantini, Le due madri (1889)

L'esposizione prendeva avvio nell'ingresso del palazzo, dove erano esposte tre statue in bronzo: due ritratti di Adolfo Wildt (di Mussolini e di Vittorio Emanuele III) e l'opera Ercole che strangola il leone di Romano Romanelli.
Nella prima sala, dedicata al neoclassicismo e alla prima metà del XIX secolo, erano ospitati dipinti e sculture di Francesco Hayez (fra cui il celebre Ritratto di Alessandro Manzoni), Andrea Appiani, Giovanni Carnevali (detto Il Piccio), Michelangelo Grigoletti, Giuseppe Bezzuoli, Antonio Canova e Lorenzo Bartolini.
La seconda sala, la più ampia di tutto il percorso espositivo, era dedicata alle opere rappresentative del romanticismo e in generale della seconda metà dell'Ottocento; erano infatti presenti anche significativi dipinti macchiaioli e scapigliati. I pittori rappresentati erano Gioacchino Toma, Domenico Morelli, Filippo Palizzi, Michele Cammarano, Giuseppe De Nittis, Antonio Fontanesi, Vittorio Avondo, Silvestro Lega, Telemaco Signorini, Giovanni Costa, Giovanni Fattori, Tranquillo Cremona, Giovanni Segantini, Daniele Ranzoni, Guglielmo Ciardi, Giacomo Favretto, Vincenzo Gemito, Giovanni Duprè, Augusto Rivalta, Ercole Rosa e Filippo Cifariello.
La sala successiva era dedicata alla corrente realista sviluppatasi alla fine del secolo e vedeva esposte opere di Giovanni Boldini, Francesco Paolo Michetti, Filippo Carcano, Antonio Mancini, Armando Spadini, Emilio Gola, Lorenzo Delleani, Gaetano Previati, Medardo Rosso e Libero Andreotti, oltre che ancora di Lega e Signorini.
Nella quarta sala erano ospitati lavori di alcuni esponenti dell'arte accademica a cavallo fra XIX e XX secolo: Giulio Aristide Sartorio, Felice Carena, Ettore Tito, Ferruccio Ferrazzi, Pietro Canonica, Romano Romanelli e Arturo Dazzi.
La saletta successiva, con uno stacco rispetto ai pezzi fino a quel punto presentati, mostrava stampe d'arte dei primi decenni del Novecento: litografie, xilografie e monotipi di Leonetta Cecchi Pieraccini, Luigi Servolini, Diego Pettinelli, Bruno Bramanti, Ettore di Giorgio, Primo Sinopico, Italo Schirra, Tullio Silvestri, Mario Vellani Marchi, Romeo Costetti, Dario Neri, Rosina Mantovani Gutti, Mimì Quilici Buzzacchi, Bruno da Osimo, Stanislao Dessì, Mario Delitala, Gino de Finetti, Francesco dal Pozzo e ancora Filippo Cifariello.
Le salette 6 e 11 erano dedicate genericamente alla pittura e alla scultura del XX secolo: nella prima erano esposte opere di Silvio Pucci, Pietro Marussig, Alberto Salietti, Giuseppe Montanari, Ascanio Tealdi, Franco Dani, Carlo Prada, Felice Casorati, Giorgio Settala, Memo Vagaggini, Francesco Messina e Lelio Gelli; la seconda ospitava invece lavori di Nino Springolo, Cipriano Efisio Oppo, Contardo Barbieri, Arturo Tosi, Antonio Barrera, Virgilio Guidi, Emilio Sobrero, Cagnaccio di San Pietro, Gerolamo Cairati, Vincenzo Ciardo, Carlo Carrà, Gino Severini, Ferruccio Scattola, Antonio Maraini, Ugo Carrà, Mario Raimondi, Marino Marini ed Eleuterio Riccardi.
La settima saletta radunava acquarelli e opere d'arte plastica e decorativa di Emilio Mazzoni Zarini, Dante Zamboni, Marcello Boglione, Lino Bianchi Barriviera, Celestino Celestini, Lino Lipinski, Sigismondo Lipinski, Lorenzo D'Ardia Caracciolo, Luigi Bartolini, Antonio Carbonati, Fabio Mauroner, Carlo Alberto Petrucci, Giovanni Barbisan, Giorgio Morandi, Carlo Martini, Angelo Pisani, Attilio Torresini, Alfredo Biagini e Mario Moschi.
Le due sale successive ospitavano anch'esse generericamente dipinti e sculture del Novecento. Erano rappresentati Gianni Vagnetti, Carlo Dalla Zorza, Guido Tallone, Ardengo Soffici, Domenico Valinotti, Guido Ferroni, Mario Sironi, Achille Funi, Roberto Aloi, Umberto Lilloni, Cesare Cabras, Mario Vellani Marchi, Giuseppe Capogrossi Guarna, Renato Tomassi, Oscar Saccorotti, Filippo de Pisis, Quinto Martini, Antonio Lucarda, Dante Morozzi, Franco Lombardi, Italo Griselli, Guido Calori, Nino Bertoletti, Gianfilippo Usellini, Giovanni Colacicchi, Antonio Donghi, Giannino Marchig, Gregorio Calvi di Bergolo, Guido Peyron, Gabriele Mucchi, Donato Frisia, Eugenio Da Venezia, Pompeo Borra, Emilio Sobrero, Orazio Amato, Mario Broglio, Oscar Gallo, Arturo Martini, Italo Griselli, Antonio Maraini e Michele Guerrisi.
La saletta 10 raccoglieva disegni di Romano Dazzi, Anacleto Margotti, Giuseppe Novello, Arturo Checchi, Bino Sanminiatelli, Alberto Gerardi, Mario Gambetta, Ugo Ortona, Leo Longanesi, Enzo Morelli, Mirko Basaldella, Alessandro Cervellati, Eugenio Chiostri, Orfeo Tamburi, Ercole Drei e Giuseppe Graziosi.
La saletta 12, l'ultima, era divisa fra acquarelli (di Enrico Paulucci, Napoleone Giovanni Fiumi, Enzo Morelli, Carlo Fortunato Rosti, Luigi Spazzapan, Giovanni De Caro, Massimo Quaglino e Carlo d'Aloisio) e opere futuriste e di aeropittura di Tato, Enrico Prampolini, Alfredo Ambrosi, Mino Rosso e Thayaht.